# Dioscorea stellaris
Dioscorea stellaris är en enhjärtbladig växtart som beskrevs av Reinhard Gustav Paul Knuth. Dioscorea stellaris ingår i släktet Dioscorea och familjen Dioscoreaceae. Inga underarter finns listade i Catalogue of Life.